# Działoszyce
Działoszyceⓘ é um cidade no sudeste da Polônia. Pertence à voivodia de Santa Cruz, no condado de Pińczów. É a sede da comuna urbano-rural de Działoszyce e da paróquia da Santíssima Trindade. Situa-se nas bifurcações dos rios Jakubówka e Sancygniówka, um afluente do rio Nidzica. A estrada provincial n.º 768 passa pelo meio da cidade.
Estende-se por uma área de 1,9 km², com 826 habitantes, segundo o censo de 31 de dezembro de 2024, com uma densidade populacional de 430 hab./km².

## História

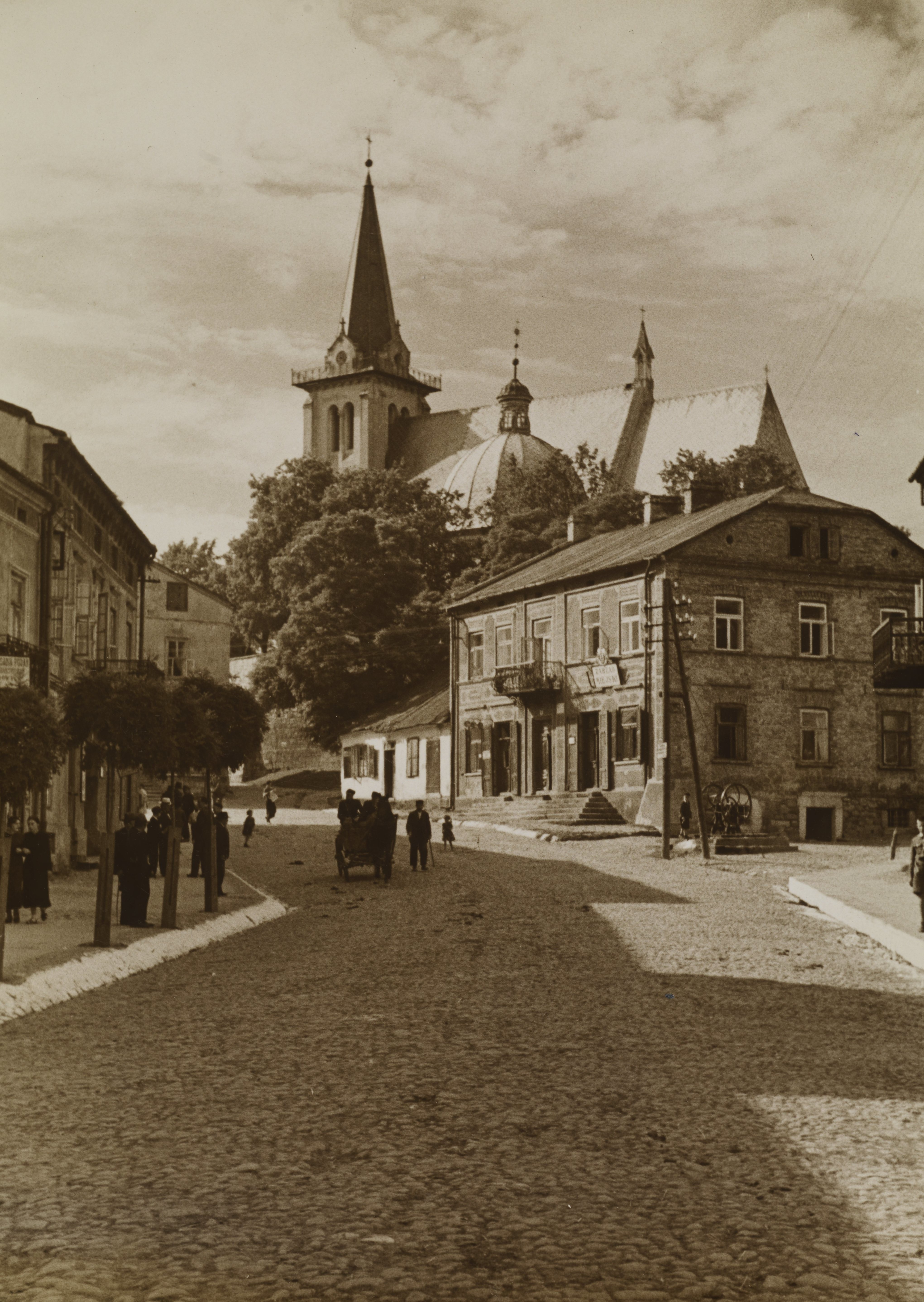
Vista da rua Kościelna, atual Moniuszki, em 1936 e o prédio extinto do magistrado de Działoszyce, foto: Henryk Poddębski

Działoszyce foi fundada no ponto em que importantes rotas medievais cruzavam o rio Jakubówka, incluindo da Rússia de Kiev para a Silésia, para Breslávia e de Jędrzejów para Cracóvia.

### Idade Média
A primeira menção a Działoszyce data de antes de 1220. Działoszyce se desenvolveu graças ao patrocínio do bispo Iwon Odrowąż. Em 1363, Andrzej, herdeiro de Działoszyce, recebeu do rei Casimiro, o Grande, o direito de cobrar pedágios no rio Jakubówka, então conhecido como Dzierzążna (Dzyerzanska), por dois denários por carroça, e se qualquer pessoa em um raio de 1 milha (1,61 km) do ponto de cobrança de pedágio tentasse atravessá-lo sem pagar esses pedágios, perderia todos os seus bens. Na época de Casimiro, o Grande, a cidade tinha cerca de 430 habitantes.
Em 1409, o rei Ladislau II Jagelão permitiu que Michał de Bogumiłowice, Chmielów e Czyżów de brasão Półkozic, castelão de Lublin, fundasse uma cidade sob a Lei de Magdeburgo na aldeia de Działoszyce e lhe concedeu imunidade judicial e uma feira às segundas-feiras. No rio Jakubówka havia tanques de peixes (hoje Księże Stawy) já mencionados por Jan Długosz nos anos 1470–1480.

### Séculos XVI a XVIII
Em 1512, o rei Sigismundo, o Velho, aumentou o imposto sobre o rio Dzierzążnia (Dzierzasna) de 2 denários para 1 grosso por carroça e 5 óbolos por cavalo para o herdeiro de Działoszyce, o castelão de Kalisz, Stanisław de Ostroróg do brasão de Nałęcz. Działoszyce era um centro de artesanato e comércio. O curtume e a fabricação de óleo se desenvolveram aqui e, em um período posterior à fabricação de tecidos. Em 1595, a cidade, localizada no condado de Proszowski, na voivodia de Cracóvia, era propriedade da família Śmigielski. Em 1629, havia 13 artesãos na cidade. Havia um moinho e um carro de boi movido por duas rodas d'água. Em 1662, Działoszyce tinha 468 habitantes.
Na primeira metade do século XVIII, Działoszyce era propriedade de Jerzy Marcin Ożarowski do brasão de Rawicz (1685–1741), um Observador da Coroa, e na segunda metade de seu filho Piotr Ożarowski (c. 1725–1794), castelão de Wojnicki. Em 1788, havia 159 casas e 720 habitantes em Działoszyce. A cidade tinha o privilégio de realizar 12 feiras por ano.

### 1795-1918
Na virada dos séculos XVIII e XIX, a proprietária de Działoszyce era Marianna, nascida Kobielska, brasão de armas Jelita (falecida em 1808), esposa de Jędrzej Jabłonowski, brasão de armas Grzymała (falecido em 1773). Em 1795, após a Terceira Partição da Polônia, Działoszyce se viu por doze anos na partição austríaca. No período de 1807 a 1815, ela pertenceu ao Ducado de Varsóvia, para depois cair sob a divisão russa por mais de um século em 1815. O fato de permanecer perto da fronteira com a Áustria e a República de Cracóvia, em uma área conveniente para o comércio, resultou em um aumento significativo do assentamento de judeus.
Em 1820, a população da cidade já era de 1 692 pessoas. Entre eles, havia 436 cristãos e 1 256 judeus (74%). Os primeiros se dedicavam principalmente ao artesanato e à agricultura, e os últimos, ao comércio. Em 1827, a população de Działoszyce era de 1 735 habitantes, em 1857, de 3 mil e em 1879 já era de 5 170. Em 1894, houve uma epidemia de cólera e 126 pessoas morreram, a maioria judeus. A maioria delas estava envolvida na indústria e no comércio. Naquela época, havia 6 curtumes, 3 fábricas de tijolos, 2 moinhos de óleo, 2 fábricas de velas, uma mina de gesso e uma fábrica de azulejos na cidade. Em 1899, de uma população total de 5 170 habitantes, 4 673 (90%) eram judeus.

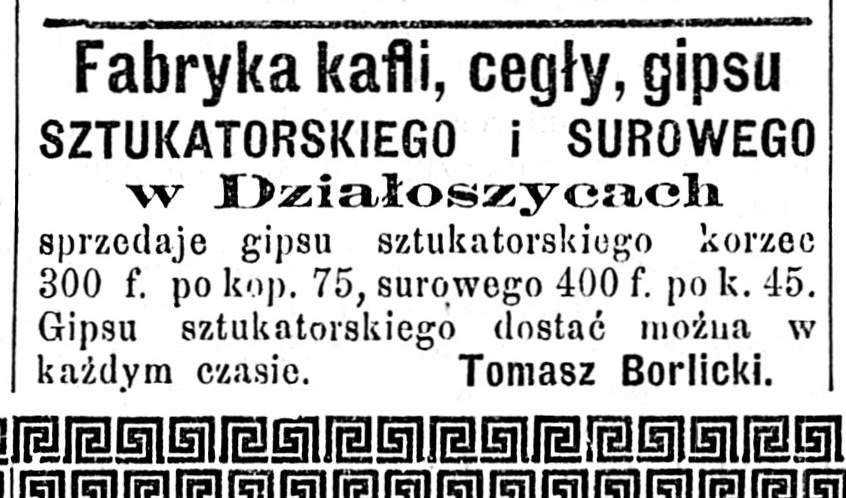
Anúncio da fábrica de Tomasz Borlicki na “Gazeta Kielecka”, 1892

A maior empresa em Działoszyce era a fábrica Borlicki, fundada em 1859 e de propriedade da família Borlicki até 1918, que em seu auge empregava mais de 100 pessoas. Ela consistia em uma fábrica de gesso, uma fábrica de tijolos e uma fábrica de telhas. Além de azulejos, ela produzia, entre outras coisas, banheiras de azulejos e azulejos canelados. Trabalhadores talentosos importados de Varsóvia, Kielce e Piotrków foram empregados para produzi-los. Os azulejos tinham um esmalte durável e os fogões se destacavam por sua solidez, acabamento e “bela aparência”. Os fogões de Borlicki ficaram tão famosos que foram comprados não apenas localmente, mas também por ricos industriais de Varsóvia e łódz e, em 1884, foram instalados no novo prédio da Sociedade de Crédito Fundiário em Kielce. Em 1886, Tomasz Borlicki (1838–1911) abriu uma filial de sua empresa em Kielce, que incluía um depósito para uma variedade de gesso: queimado e não queimado, estuque e agrícola. A família Borlicki apresentou os produtos de sua fábrica em exposições industriais, ganhando prêmios por eles (por exemplo, na exposição de 1902 em Varsóvia, seu produto recebeu uma medalha de bronze). A fábrica de Borlicki também produzia cruzes policromadas de grande porte para decorar igrejas em Działoszyce e Alwernia, perto de Cracóvia. No final do século XIX, a empresa foi assumida pelo filho de Tomasz, Wacław Michał Borlicki (1874 −1943). No início do século XX, a fábrica produzia, entre outras coisas, 1 000 panelas tradicionais esmaltadas de branco e 100 panelas caras de majólica com azulejos ricamente decorados em várias cores, nos quais eram pintadas à mão cenas de gênero, paisagens, frutas e ponteiras cobertas de relevo em argila cozida, além de 750 mil tijolos. Depois de 1918, como resultado do endividamento de W. M. Borlicki, provavelmente devido à crise causada pela Primeira Guerra Mundial, toda a empresa Borlicki e suas propriedades foram adquiridas por Gershon Schöntal (Szental).

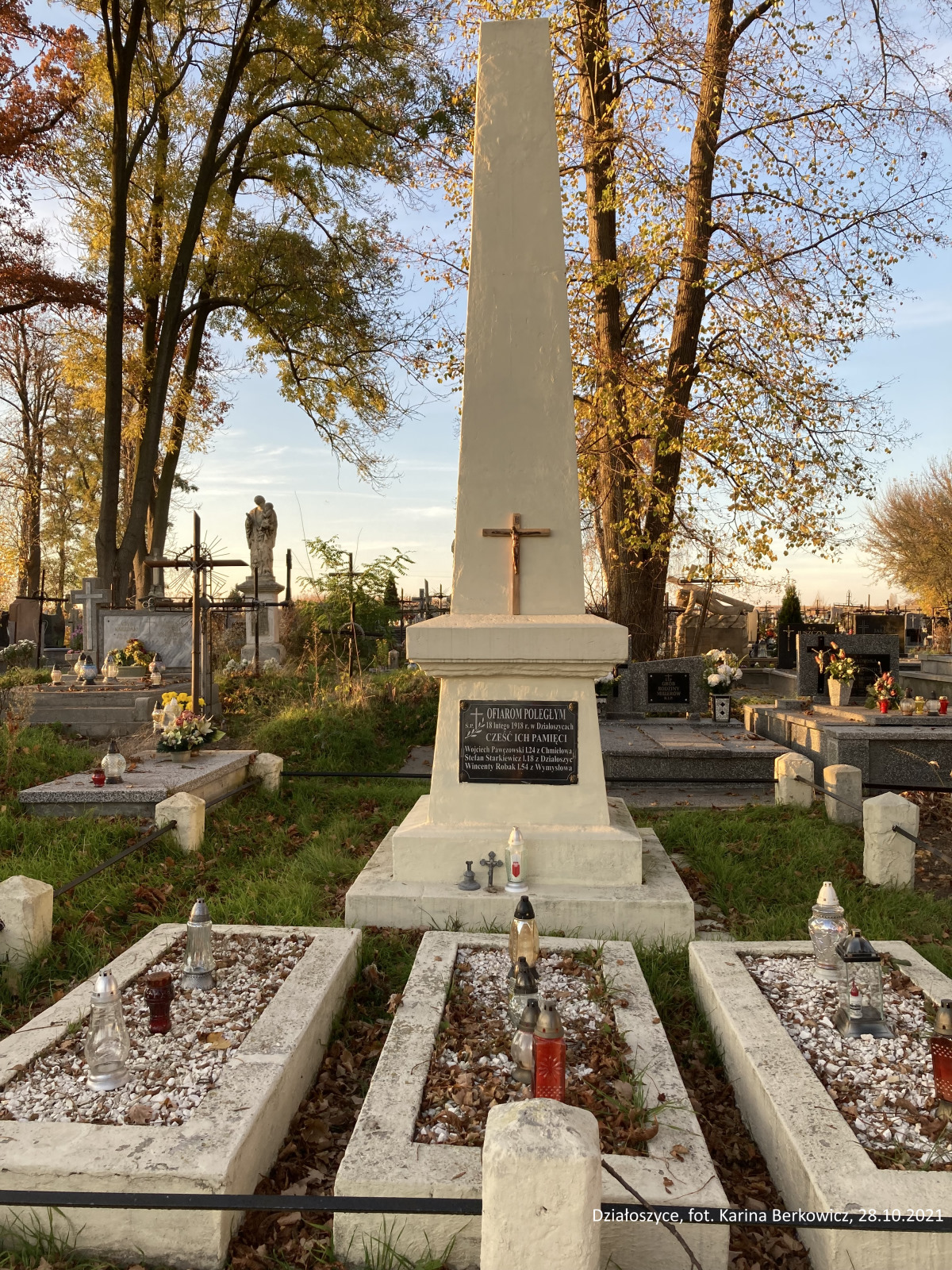
Monumento às vítimas mortas durante a repressão da Manifestação de 18 de fevereiro de 1918 em Działoszyce no cemitério paroquial local

Em 18 de fevereiro de 1918, ocorreu uma manifestação em massa da população polonesa de Działoszyce e arredores contra o Tratado de Brześć de 9 de fevereiro de 1918, cujo conteúdo causou protestos entre o público polonês. A manifestação foi organizada pela filial local da Organização Militar Polonesa. Durante a repressão da manifestação pelos gendarmes austríacos, três pessoas foram mortas a tiros: Stefan Starkiewicz, filho do prefeito de Działoszyce (15 anos), Wincenty Robak, de Wymysłów (54 anos) e Wojciech Pawęzowski, de Chmielów (24 anos), e mais três ficaram feridas: Wincenty Brykalski e Stanisław Markiewicz, de Działoszyce, e Stanisław Motłoch, de Chałupki Jakubowice, e mais tarde uma dúzia de pessoas foram presas.

### 1918-1939

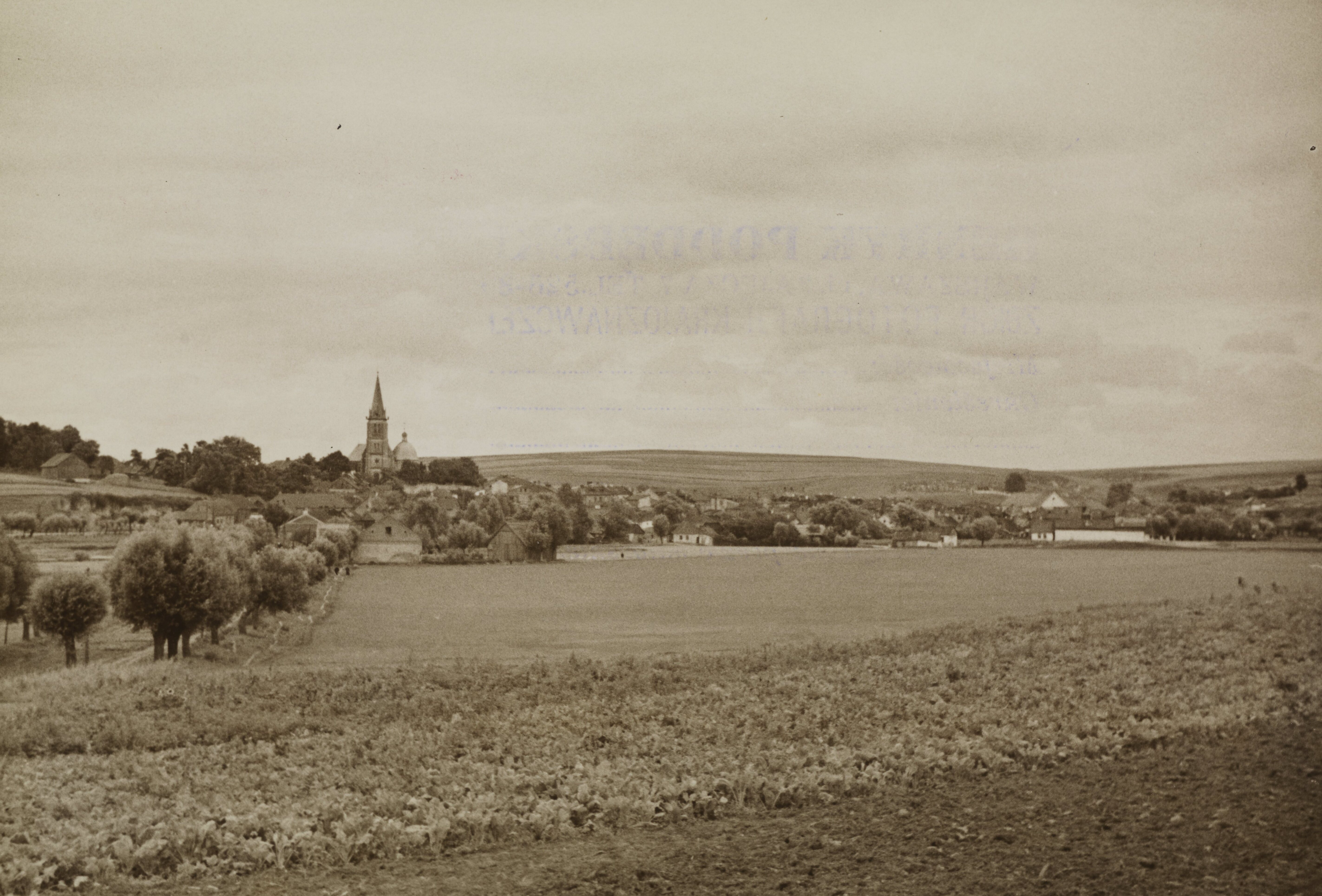
Vista do oeste de Działoszyce, com a igreja da Santíssima Trindade, 1936

Durante o período entre guerras, cereais, aves e suínos eram comercializados em Działoszyce. Também havia várias pequenas indústrias operando no local. Entre elas, havia um moinho de óleo, uma fábrica de azulejos, um curtume e dois moinhos. O número de habitantes estava diminuindo devido à concorrência de indústrias maiores localizadas em centros vizinhos, além de problemas de transporte. Os judeus constituíam cerca de 80% da população da cidade. Em 1921, a cidade tinha 6 755 habitantes; em 1939, esse número havia caído para 5 872.

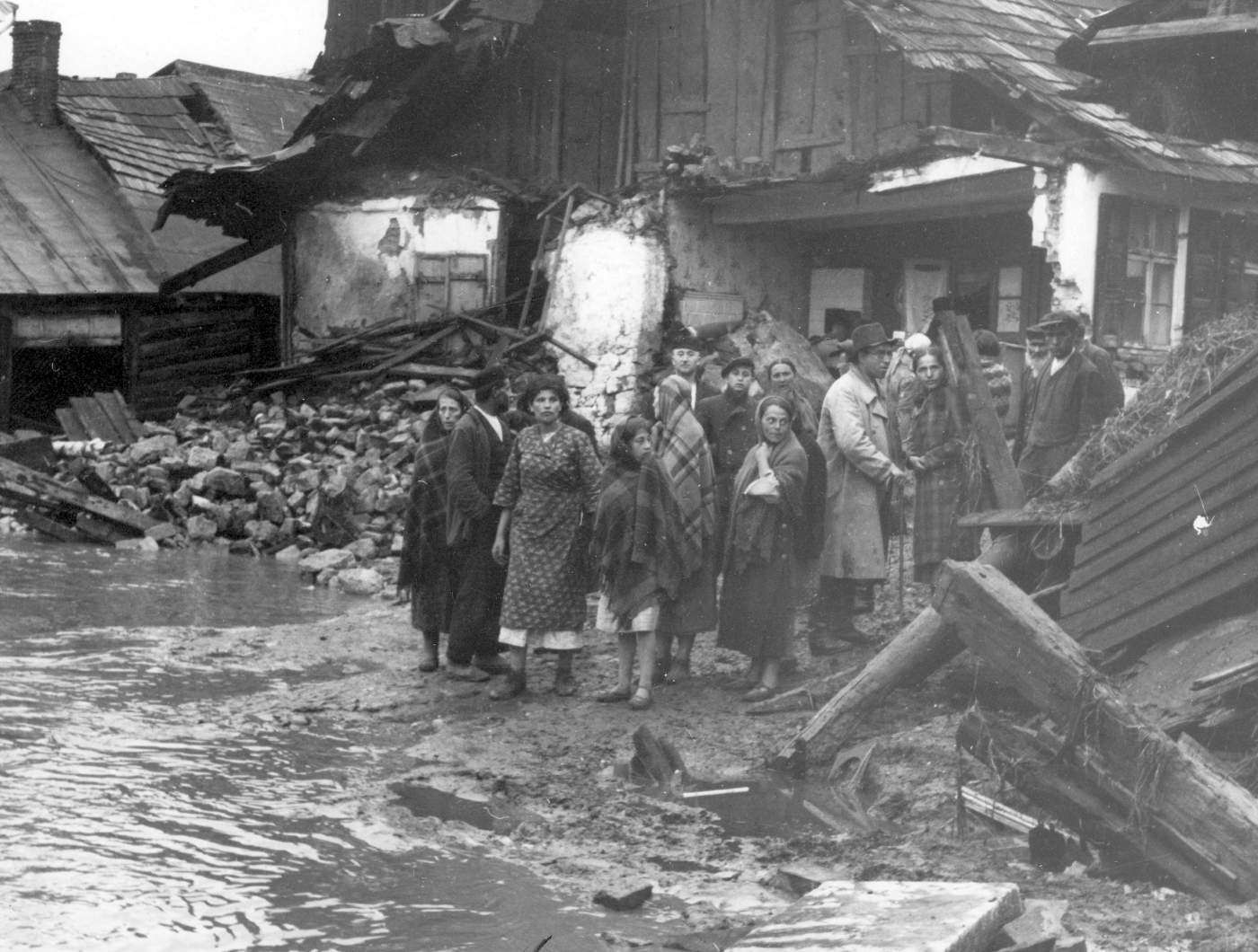
Destruição de Działoszyce pelas águas do rio Jakubówka após a enchente de 22 de maio de 1937

Em 22 de maio de 1937, ocorreu uma enchente relâmpago. Após fortes chuvas, o rio Jakubówka, que atravessa a cidade, transbordou a tal ponto que suas águas destruíram ou danificaram completamente 210 casas em Działoszyce. Durante essa enchente, 6 pessoas se afogaram na cidade, às vezes em suas casas porque a água subiu muito rapidamente.

### Após 1939

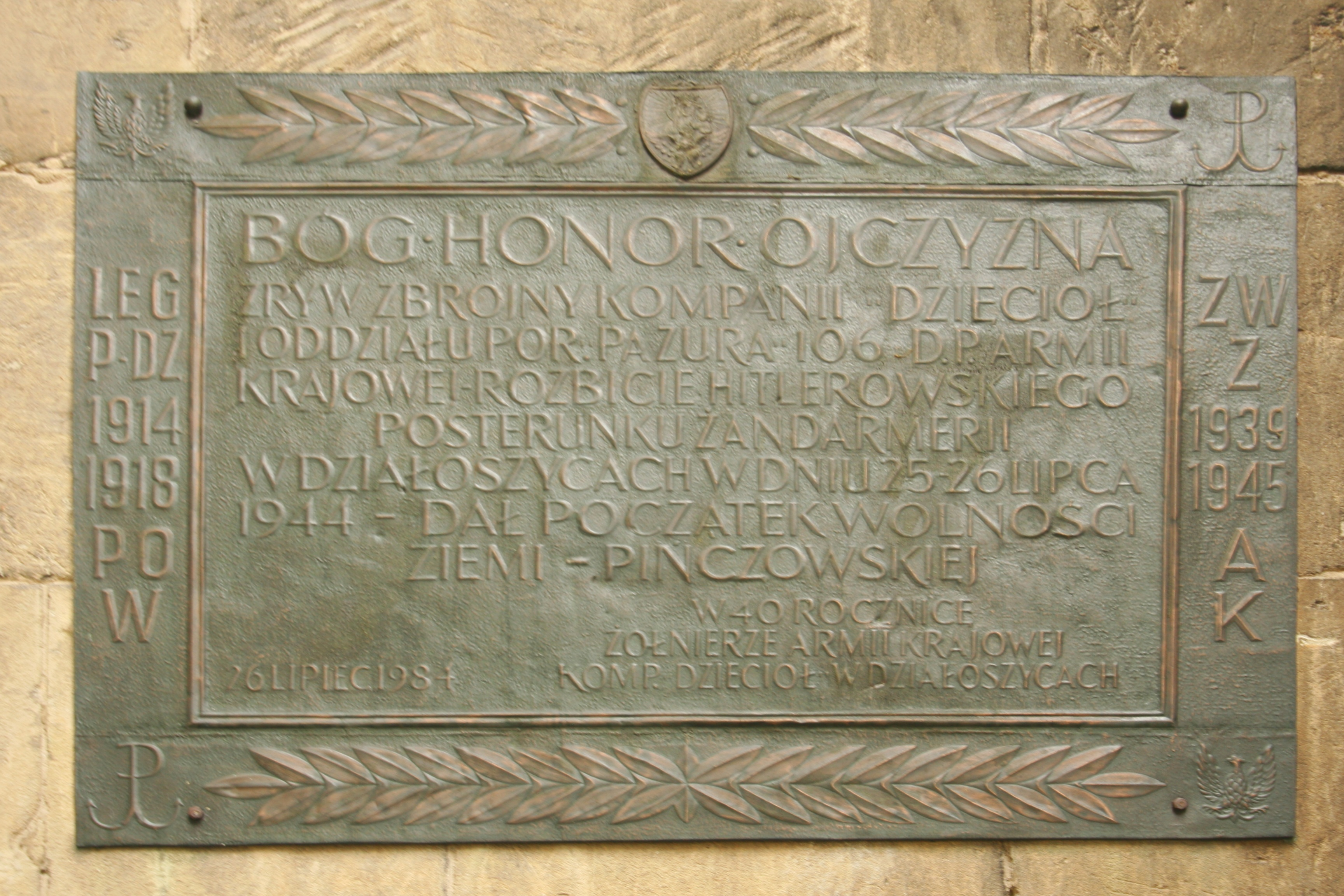
Placa comemorativa das atividades do Exército Nacional em Działoszyce feita em 1984, embutida na parede da igreja local

Durante a ocupação alemã, quase toda a população judaica da cidade foi deportada ou morta. Durante a criação da chamada República de Pińczów, em 26 de julho de 1944, partidários da Exército Nacional comandados por Tomasz Adrianowicz (pseudônimo “Pazur”) libertaram Działoszyce após destruir uma delegacia de polícia e a gendarmaria alemã.
No 40º aniversário dessa ação, uma placa comemorativa das atividades do Exército Nacional em Działoszyce foi instalada na igreja (agora colocada na parede externa da igreja). No 50.º aniversário da criação da República de Pińczów, a ação partidária foi comemorada com uma placa colocada no prédio da escola na rua Szkolna, 5.
Em 1946, Działoszyce já tinha uma população de apenas 2 506 habitantes.
Em 31 de dezembro de 2010, a cidade tinha 991 habitantes e, em 2023, 848 habitantes.
Entre 1975 e 1998, a cidade pertenceu administrativamente à voivodia de Kielce.

## Monumentos históricos

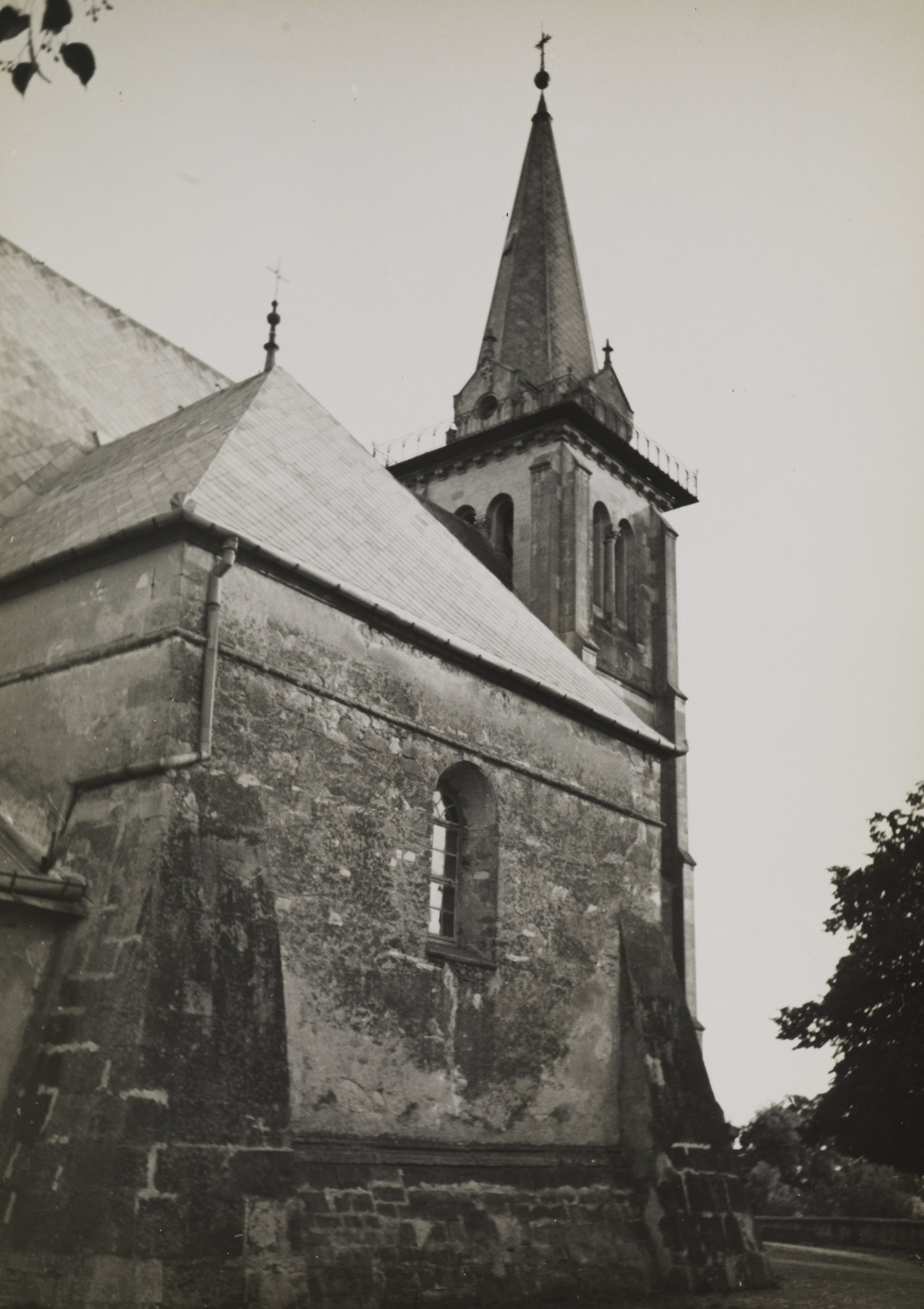
Lado norte da igreja em Działoszyce, 1936

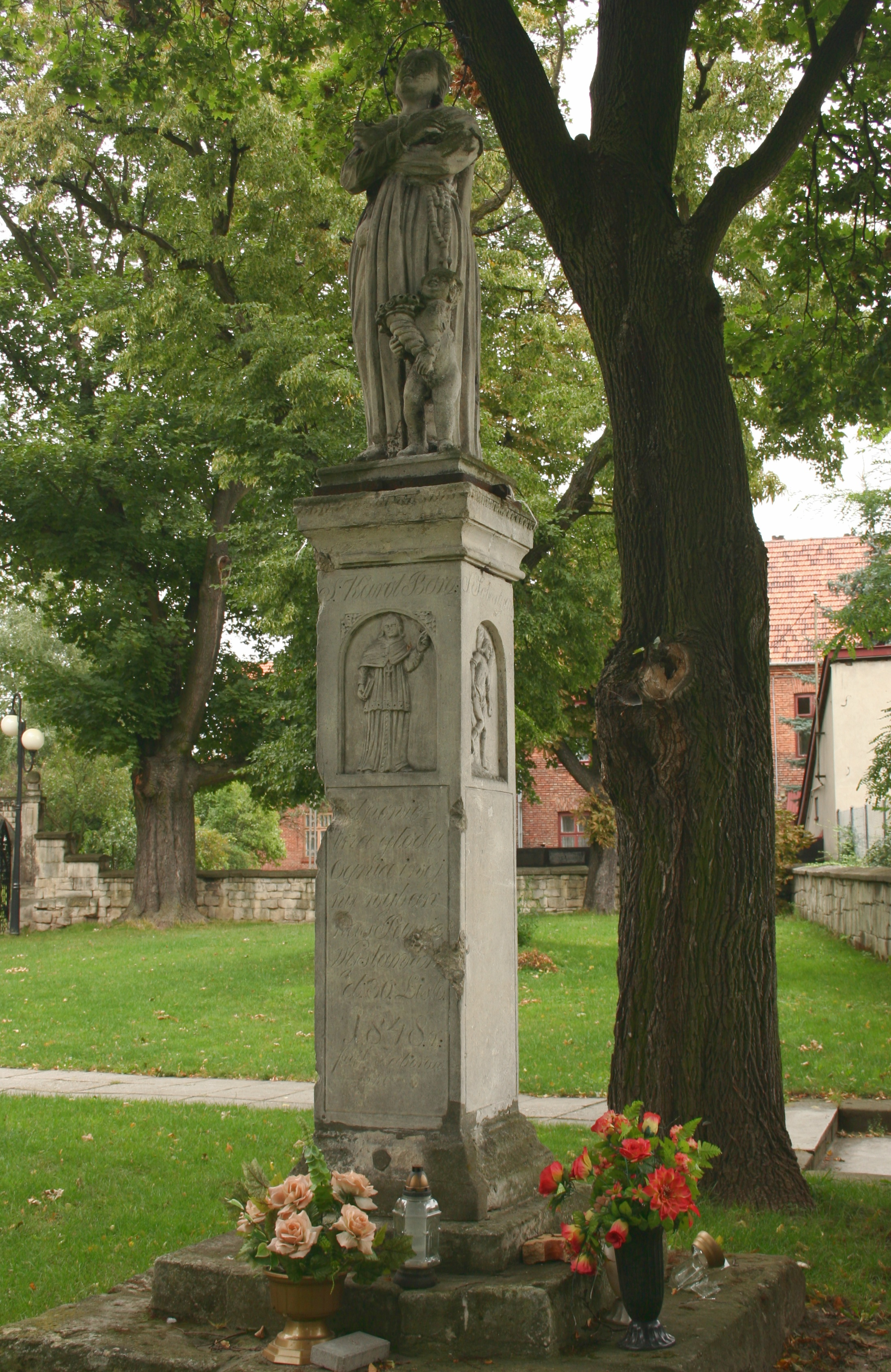
Imagem de Santa Rosália, de 1848, próxima à igreja de Działoszyce

- Igreja Paroquial da Santíssima Trindade, erguida em 1222,[21] presbitério gótico com abóbada de cruzaria, reconstruída no século XVII em estilo barroco, reconstruída no século XIX (ampliação da nave e adição de uma torre), capelas de Santa Ana de 1637 e de Nossa Senhora do Rosário de 1663. Em meados do século XIX. Kazimierz Stronczyński, que em 1844–1855 realizou um inventário de monumentos em toda a Polônia do Congresso, concluiu que essa igreja era um dos mais belos monumentos da arquitetura gótica na Polônia.[22][23][24]
- Complexo da igreja paroquial da Santíssima Trindade, ao lado da igreja, consiste, entre outros, em edifícios que datam de 1869: um muro de contenção de pedra muito alto reforçado com escarpas e um muro de pedra coberto com um telhado monocônico com o portão principal “de três compartimentos, arco de pilar” no qual “arcadas ogivais, em uma faixa perfilada” e “asas de portão de ferro forjado”[25]
- Estátua de pedra do Cristo Doloroso em uma coluna, barroca, datada de 1632[26]
- Estátua de pedra de Santo Antônio de Pádua sobre pedestal, barroca, meados do século XVIII, altura da estátua com pedestal de 3,6 m. Está localizada no lado leste da cidade, a partir de Jakubowice, no cruzamento das ruas Pińczowska e Tomasz Adrianowicz. O santo é representado com uma tonsura monástica, vestindo um hábito amarrado com um cordão com nós, e de frente para o menino Jesus, que ele está apoiando com a mão esquerda, segurando lírios com a direita. Aos pés da estátua há duas cabeças de anjo. A estátua em si é colocada em um pedestal alto com cornija moldada e uma base semelhante. Na frente do pedestal está o brasão de armas de Roch em uma moldura decorativa de folhas estilizadas encimadas por uma coroa aberta. Nas laterais, as letras: A - W - Z - S - C - B - P - D (“Antoni Wiszowaty de Szumki, cônego de Bobowa, preboste de Działoszyce”). No pedestal da estátua, abaixo do brasão de Roch, há um texto bastante longo, atualmente não muito legível. Trata-se de um responsório de Santo Antônio de Pádua, que, no entanto, não corresponde a nenhuma das versões polonesas conhecidas e populares atualmente. Foi fundado pelo padre Antoni Wiszowaty (1706–1769), que foi pároco em Działoszyce de 1739 até sua morte, onde faleceu e enterrado na igreja local no altar da Santa Cruz.[6]
- Estátua de pedra de Santa Rosália em um pilar com baixos-relevos de São Roque, Carlos Borromeu, Sebastião e Inácio em suas quatro paredes e (na frente) a mensagem “Do ar, do fogo e da guerra, livrai-nos, Senhor”. Ela foi executada em 1848 por Jozef Zaborowski.[26]
- Cemitério paroquial do século XIX, fundado no início do século XIX, na rua Zakościelna, com a capela funerária da família Michalski, com monumentos tumulares históricos da primeira metade do século XIX[15]
- Ruína de uma sinagoga, da segunda metade do século XIX, na rua Krasickiego, 3[24]
- Monumento às vítimas mortas em 18 de fevereiro de 1918, um monumento alto de arenito com uma plataforma, juntamente com três túmulos dos mortos, cercados por uma balaustrada. Uma placa no monumento diz: Para as vítimas mortas / 18 de fevereiro de 1918 em Działoszyce / Honre sua memória / Wojciech Pawęzowski l. 24 de Chmielów / Stefan Starkiewicz l. 18[sic!] de Działoszyce / Wincenty Robak l. 54 de Wymysłów.[15] O monumento com o terreno está inscrito no “Registro de sepulturas e cemitérios de guerra” e no registro de locais de memória nacional.[27][28][29]

## Demografia
Conforme os dados do Escritório Central de Estatística da Polônia (GUS) de 31 de dezembro de 2024, Działoszyce é uma cidade muito pequena com uma população de 826 habitantes (49.º lugar na voivodia de Santa Cruz e 1009.º na Polônia), tem uma área de 1,9 km² (50.º, último lugar na voivodia de Santa Cruz e 1001.º lugar na Polônia) e uma densidade populacional de 430 hab./km² (17.º lugar na voivodia de Santa Cruz e 633.º lugar na Polônia). Entre 2002–2024, o número de habitantes diminuiu 26,4%.
Os habitantes de Działoszyce constituem cerca de 2,26% da população do condado de Pińczów, constituindo 0,07% da população da voivodia de Santa Cruz.
| Descrição                         | Total      | Total   | Mulheres   | Mulheres | Homens     | Homens  |
| --------------------------------- | ---------- | ------- | ---------- | -------- | ---------- | ------- |
| unidade                           | habitantes | %       | habitantes | %        | habitantes | %       |
| população                         | 826        | 100     | 430        | 52,1     | 396        | 47,9    |
| área                              | 1,9 km²    | 1,9 km² | 1,9 km²    | 1,9 km²  | 1,9 km²    | 1,9 km² |
| densidade populacional (hab./km²) | 430        | 430     | 224        | 224      | 206        | 206     |